# 繁殖

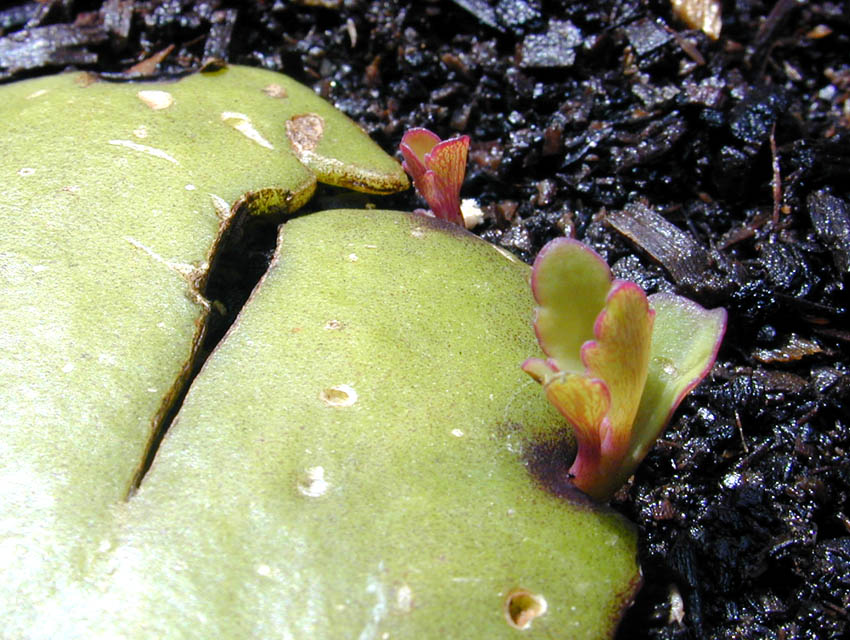
名叫落地生根的植物从叶片边缘生长出的新的个体，这株新的个体大约有1厘米高，这种植物的无性繁殖方式使得“个体”这个概念得到了拓展。

繁殖，或生殖，是透過生物的方法製造生物個體的過程。繁殖是所有生命都有的基本現象之一。每個現存的個體都是上一代繁殖所得來的結果。已知的繁殖方法可分為兩大類：有性生殖以及無性生殖。
無性繁殖的過程只牽涉一個個體，例如細菌用細胞分裂的方法進行無性繁殖。無性繁殖並不局限於單細胞生物。多數的植物都可進行無性繁殖。常见的无性繁殖有營養繁殖、出芽生殖、断裂生殖、 孢子生殖等。通过离体植物组织培养，也是一种无性繁殖的手段。一種學名為Mycocepurus smithii的螞蟻也是用無性繁殖的方式繁殖後代。
而有性繁殖則與配子之結合有關。例如人類的繁殖就是一種有性繁殖。

## 无性生殖
无性繁殖是指生物体产生与自身相似或相同的基因拷贝，无需其他个体的遗传物质而形成的新的个体的过程。细菌通过分裂生殖的方式进行繁殖，病毒通过控制宿主细胞来产生更多的病毒，水螅与酵母通过出芽的方式来进行繁殖。这些生物通常不具有性别的概念，而是将自己“分裂”成两个或者更多的个体。还有一些生物如水螅、酵母或者是海蜇既可以无性繁殖，也可以进行有性生殖，又如大多数植物既可以进行有性生殖，也可以进行不需要生殖细胞参与的营养繁殖。类似的还有细菌，细菌之间也可以通过接合的方式进行基因物质的交换。
另外一些无性生殖方式还有单性生殖、断裂生殖以及仅通过有丝分裂进行的孢子生殖。单性生殖（希臘語：παρθένος）是指胚胎或种子单独发育成完整个体而不需要雄性生殖细胞的受精。单性生殖在一些物种中很常见，包括一些低等植物（发生孤雌生殖）、无脊椎动物（例如水蚤、蚜虫、一些蜜蜂以及寄生蜂）和一些脊椎动物（例如两栖动物、鱼以及非常少的几种鸟类和鲨鱼）。
无性生殖有时候也别用于描述可以自我受精的雌雄同体生物的生殖过程。

## 有性生殖

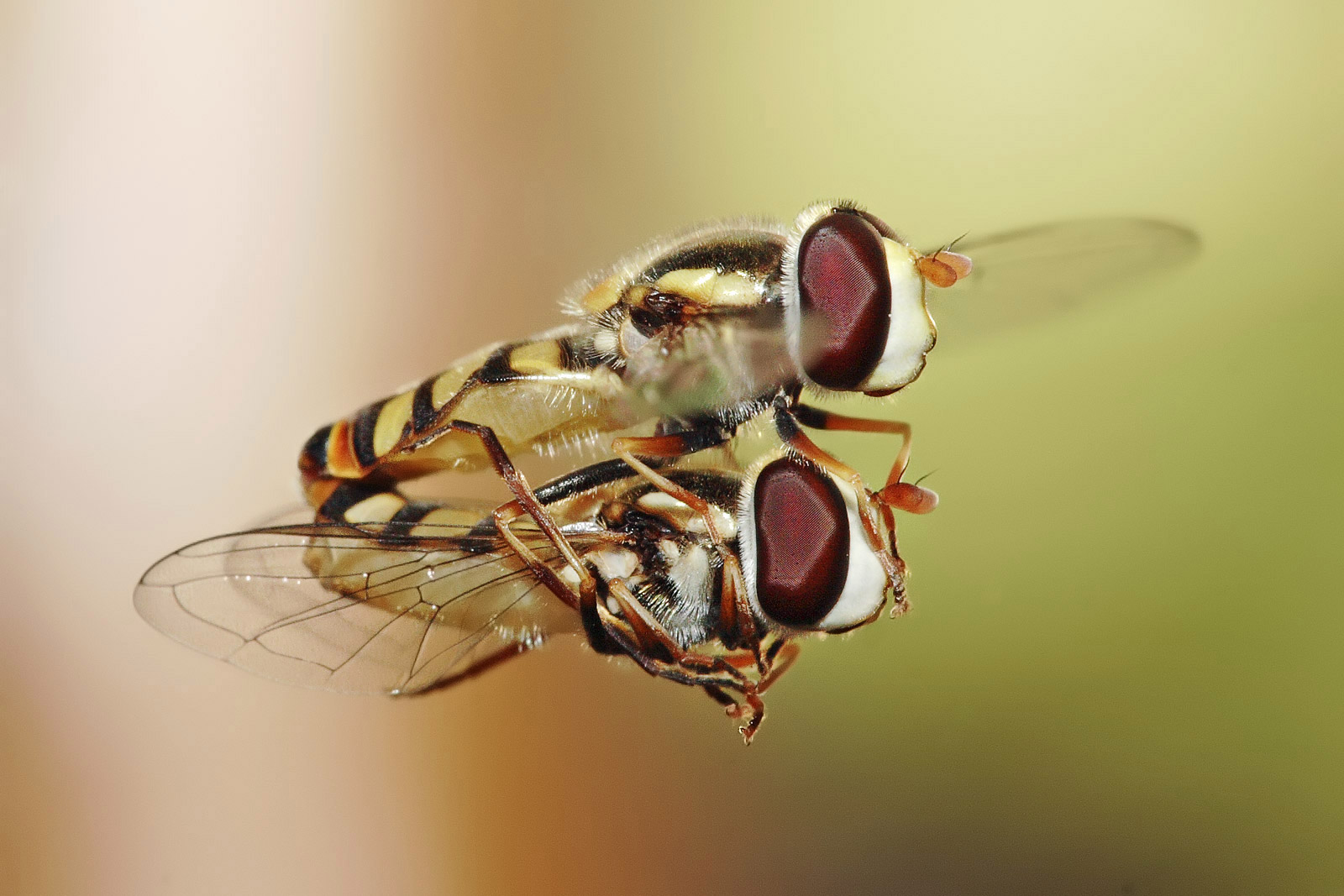
食蚜蝇在半空中进行交配

有性生殖描述的是通过来自两个生物个体（通常情况）的遗传信息互相结合而产生新的后代的生殖过程（但自我受精的物种只需要一个生物体即可完成生殖），参与生殖过程的每个生物体通过单倍体生殖细胞的形式各提供一半的遗传信息，这个过程中大部分生物可以形成两种不同的生殖细胞。针对异形配子的生物存在着雄性（产生精子、花粉或孢子）与雌性（产生卵细胞、胚囊或大孢子）两种性别。针对同配生殖的生物而言，其产生的生殖细胞在形态上相似或一致，但是由于其功能存在差异因此也有不同的名字（参见：同配生殖）。比如绿藻类生物衣藻（拉丁語：Chlamydomonas reinhardtii）的两种生殖细胞被称作“正配子”与“负配子”。还有一些生物例如双小核草履虫（拉丁語：Paramecium aurelia）拥有两个以上的性别，他们被称作“交配变种”。
大多数动物（包括人类）与植物进行有性生殖。有性生殖的生物针对一种性状总是存在着与之对应的基因组（称作“等位基因”）。后代会从父母的每一方获得决定各个形状的一个等位基因，然后两个非同源等位基因进行组合，这样的过程确保了后代的基因会是来自父方与母方的基因的集合体。二倍体生物会产生每个基因的两份拷贝，有研究结果认为单倍体与二倍体的发生过程中，基因可以进行自由重组，因此屏蔽有害基因在二倍体生物的进化过程中扮演了很重要的角色。。
苔藓植物也进行有性生殖，但是他们最常见的形态是单倍体的配子体。在生殖过程中他们产生生殖细胞，生殖细胞结合后会形成孢子囊，之后便会产生单倍体的孢子。苔藓植物的二倍体时期相较于单倍体时期而言显得很短（因此称其生活周期为“单倍体主导”的），而二倍体的优势（例如“杂种优势”）也仅在二倍体时期才能体现。尽管苔藓植物在绝大多数情况下处于单倍体时期而无法从杂种优势中获益，但在漫长的进化过程中却保留了有性生殖的生殖方式，这或许可以作为一个例子，用于阐述有性生殖有更大的优势。对苔藓植物而言，在有性生殖过程中，来自同一物种的不同个体的生殖细胞进行随机组合，通过自然选择可以选择出最适合生存的单倍配子体。

### 异体受精
异体受精描述的是卵细胞与来自另一个体的精子结合受精的过程。

### 自体受精
自体受精发生于雌雄同体的物种中，这一生殖方式描述了来自同一生物个体的两种生殖细胞互相结合受精的过程。

### 有丝分裂与减数分裂
有丝分裂与减数分裂是细胞分裂的两种形式，有丝分裂发生于体细胞内，减数分裂发生于生殖细胞中。
- 有丝分裂：有丝分裂的结果是产生参与分裂的细胞数量两倍的新细胞，且新细胞的染色体与分裂之前的细胞中的染色体保持一致[8]。
- 减数分裂：減數分裂的结果是产生参与分裂的细胞数量四倍的新细胞，这些细胞的染色体数量是原细胞染色体数量的一半。一个二倍体细胞首先自我复制，然后进行两次分裂（四倍体分裂为二倍体，然后二倍体分裂为单倍体），形成四个单倍体细胞。減数分裂共有两个过程，分别为减数第一次分裂与减数第二次分裂[8]。

## 同性生殖
近几十年来，一些发育生物学开始着手研究并建立新的技术来实现同性之间的生殖。根据现有的研究，实现同性生殖的方法可能是培育雌性精子与雄性卵子。日本科学家已经培育出了鸡的雌性精子，从中得到雌性精子更容易培育人类的结论，同时科学家还指出，由于培育出的含有W染色体的雄性卵子的数量却显著低于预期值。在2004年，通过修改几个涉及基因铭印的基因的功能后，日本科学家成功地通过两个老鼠的卵细胞培育出了一只小鼠。

## 繁殖策略
不同的物种会有不同的繁殖策略。有一些物种如人类和北方塘鹅会在出生后数年才达到性成熟来繁衍后代，另一些则会比较快地进行繁殖，但是他们的后代长大至成体的比例相对较低。例如兔子在出生后8个月即可达到性成熟，每年可以繁殖10到30只后代，又如黑腹果蝇在出生后10-14天后即可达到性成熟，每年可以以繁殖400只后代。这样的两种繁殖策略分别被称为K选择理论（少量的后代）与R选择理论（许多后代），由于生活环境的不同，在不同生物的进化过程中物种会选择不同的繁殖战略。繁殖少量后代的物种可以将更多的资源集中起来才抚养和保护后代，另一类则会有相当数量的后代在出生后死亡，但是剩下的后代可以维持整个种群的数量。还有一些生物如蜜蜂和果蝇会通过精子储存的过程将精子存储起来，以便延长自己的繁殖力。

### 其他类型的繁殖策略
- 多轮生殖动物会在一生中间歇地进行繁殖。
- 单次繁殖动物在一生中只进行一次生殖，例如一年生植物（包括所有的谷物作物）、一些种类的鲑鱼、蜘蛛和竹子等。这些生物通常在繁殖后很快便会死亡，他们的繁殖策略与R选择理论有关。
- 多次繁殖动物会按照连续的周期（例如每年或每季度）产生后代，例如多年生植物等。多次繁殖动物可以适应多个季节以及周期性的环境变化，他们的繁殖策略更类似于K选择理论。

## 不用繁殖產生的生命
自然發生是生物學上在關生物如何由沒有生命的化合物演變而來的研究。不論有沒有出現過自然發生的事件，生物學家認為地球上所有生物的最後共同祖先可追溯到三十五億年前。
今日有些科學家設法在實驗至中用非生殖的方式產生生命。有幾位科學家已經從完全沒有生命的材料中製造出簡單的病毒。不過一般而言，病毒不算是生命，病毒可以視為包覆在蛋白質內的許多RNA或DNA，但病毒沒有新陳代謝，而且要靠著宿主細胞的新陳代謝才能自我複製。
不用繁殖的方式製造真正的生物（例如簡單的細菌）是更加複雜的工作，但根據現有的生物學知識，已經可以進行到一定程度。有實驗將合成基因放到細菌中，取代原來的DNA，因此產生了新的人工丝状支原体。
有關上述細胞是否算由完全由人工合成，在科學社群中仍有爭議。因為人工合成的基因幾乎是完全複製天然的基因，而且後來也是加到一個天然的細菌中克雷格文特尔研究所（Craig Venter Institute）仍使用「人工細菌細胞」（synthetic bacterial cell）一詞，但也說明「我們認為這不算是從頭開始創造生命」。格文特尔研究所計劃針對實驗的細胞申請專利，內容是「這些很明確是人類的發明」。這些細胞的創建者認為製造「人工生命」可以讓研究者在製作過程中學習生物的知識，而不是一定要將生物切開後才能學習。研究者也希望可以縮小生命和機器之間的分別，最後可以得到「真正可程式化的生物體」。相關的研究者認為以現有的技術而言，要創造「完全人工合成的生命體」要比將人送到月球要簡單。

## 樂透原則
有性生殖有很多的缺點，包括需要的能量比無性生殖要多很多，而且生物為此需要生殖系統，因此有學者在研究為何仍有這麼多物種用有性生殖來繁衍後代。
美國演化生物學家乔治·C ·威廉斯用樂透彩券來說明有性生殖為何如此普遍。他認為無性生殖產生的子代幾乎沒有變異，或是只有很小的變異，就好像買了很多的樂透彩券，但號碼都一様，因此產下可以存活子代的機率變低。相反的有性生殖就好像買較少的彩券，但每一張的號碼都不同，因此產下可以存活子代的機率較高。
上述類比的論點是建立在無性生殖產生的子代沒有變異，因此在環境變異時很難存活。不过很多研究发现在不稳定的环境下，生物用无性生殖的比例反而更高，因为快速繁殖大量个体更容易有变异，恰好与预测的情形相反，因此越来越少人接受这样的论点。